# Crom natiu
El crom natiu és un mineral de la classe dels elements natius.

## Característiques
El crom natiu és l'ocurrència natural del crom, amb fórmula química Cr. Cristal·litza en el sistema isomètric en forma de grans esferulítics i arrodonits, de fins a 20 micròmetres. La seva duresa a l'escala de Mohs és 9.
Segons la classificació de Nickel-Strunz, el crom pertany a «01.AE: Metalls i aliatges de metalls, família ferro-crom» juntament amb els següents minerals: vanadi, molibdè, ferro, kamacita, tungstè, taenita, tetrataenita, antitaenita, cromferur, fercromur, wairauïta, awaruïta, jedwabita i manganès.

## Formació i jaciments
El crom en estat natural va ser trobat per primera vegada al dipòsit de crom d'Anduo, a la Prefectura de Nagchu (Regió Autònoma del Tibet, República Popular de la Xina), tot i que se n'ha trobat també a altres indrets i, fins i tot, a la Lluna. Sol trobar-se associada a altres minerals com: pirrotina, pentlandita, calcopirita, elements del grup del platí, danbaïta, cohenita, moissanita, ilmenita o titanita.